# Lengua electrónica
La lengua electrónica es un instrumento que mide y compara gustos. Según el informe técnico de la IUPAC, una "lengua electrónica" es un  instrumento analítico que incluye una serie de sensores químicos no selectivos con especificidad parcial para diferentes componentes de la solución y un instrumento de reconocimiento de patrones apropiado, capaz de reconocer composiciones cuantitativas y cualitativas de soluciones simples y complejas.
Los compuestos químicos responsables del gusto son detectados por los receptores del gusto humanos. De manera similar, los sensores de electrodos múltiples de los instrumentos electrónicos detectan los mismos compuestos orgánicos e inorgánicos disueltos. Al igual que los receptores humanos, cada sensor tiene un espectro de reacciones diferente al otro. La información proporcionada por cada sensor es complementaria y la combinación de los resultados de todos los sensores genera una huella digital única. La mayoría de los umbrales de detección de los sensores son similares o mejores que los de los receptores humanos.
En el mecanismo biológico, las señales gustativas son transducidas por los nervios del cerebro en señales eléctricas. El proceso de los sensores de lengua electrónica es similar: generan señales eléctricas como variaciones voltamperométricas y potenciométricas.
La percepción y el reconocimiento de la calidad del sabor se basan en la construcción o el reconocimiento de patrones nerviosos sensoriales activados por el cerebro y la huella dactilar del sabor del producto. Este paso se logra mediante el software estadístico de la lengua electrónica, que interpreta los datos del sensor en patrones de sabor.

## Operación
Las muestras líquidas se analizan directamente sin ninguna preparación, mientras que las sólidas requieren una disolución preliminar antes de la medición. El electrodo de referencia y los sensores se sumergen en un vaso de precipitados que contiene una solución de prueba. Se aplica un voltaje entre cada sensor y un electrodo de referencia, y se obtiene como resultado una respuesta de corriente medible que es consistente con la ecuación de Cottrell. Esta respuesta actual es el resultado de las reacciones de oxidación que tienen lugar en la solución debido a la diferencia de voltaje y puede amplificarse mediante tratamientos superficiales catalíticos. La respuesta es medida y registrada por el software de la lengua electrónica. Estos datos representan la entrada para el tratamiento matemático que entregará resultados.

## Usos
Las lenguas electrónicas tienen múltiples aplicaciones en diversas áreas industriales: industria farmacéutica, sector de alimentación y bebidas, etc. Se pueden utilizar para:
- analizar el envejecimiento del sabor en bebidas (por ejemplo, jugo de frutas, bebidas alcohólicas o no alcohólicas, leche saborizada...)
- cuantificar el amargor o el "nivel picante" de bebidas o compuestos disueltos (p. ej., medición del amargor y predicción de tés)
- estimación de flavinas del té en el té negro[3]
- cuantificar la eficacia de enmascaramiento del sabor de las formulaciones (tabletas, jarabes, polvos, cápsulas, pastillas...)
- analizar la estabilidad de los medicamentos en términos de sabor
- productos objetivo de referencia
- monitorear parámetros ambientales
- monitorear procesos biológicos y bioquímicos

## Sabor artificial
La lengua electrónica usa sensores de sabor para recibir información de los químicos en la lengua y enviarla a un sistema de reconocimiento de patrones. El resultado es la detección de los sabores que componen el paladar humano. Los tipos de sabor que se generan se dividen en cinco categorías: agrio, salado, amargo, dulce y umami (sabroso). La acidez, que incluye cloruro de hidrógeno, ácido acético y ácido cítrico, es creada por iones de hidrógeno. La salinidad se registra como cloruro de sodio, la dulzura por los azúcares , la amargura, que incluye químicos como la quinina y la cafeína se detecta a través del cloruro de magnesio y el umami por el glutamato monosódico de las algas marinas o el guanilato disódico en la carne/pescado/champiñones.